# Stella de Heij
Stella de Heij (* 17. Januar 1968 in Driehuis in der Gemeinde Velsen) ist eine ehemalige niederländische Hockeytorhüterin. Sie gewann mit der niederländischen Nationalmannschaft die olympische Bronzemedaille 1996 und war 1995 Europameisterin.

## Sportliche Karriere
Stella de Heij war Torhüterin beim SV Kampong, dem niederländischen Meister von 1994 und 1995. Sie bestritt insgesamt 18 Länderspiele.
Stella de Heij debütierte im Februar 1995 in der niederländischen Auswahl. 1995 waren die Niederlande in Amstelveen Gastgeber der Europameisterschaft. In der Vorrunde gelangen den niederländischen Damen fünf Siege in fünf Spielen bei einem Torverhältnis von 24:0, wobei Jacqueline Toxopeus in drei Vorrundenspielen mitwirkte und Stella de Heij in den beiden anderen Spielen. Mit Toxopeus im Tor erreichten die Niederländerinnen das Finale mit einem 2:1-Halbfinalsieg über die Deutschen und bezwangen im Finale die spanische Mannschaft im Siebenmeterschießen. Beim olympischen Hockeyturnier 1996 in Atlanta belegten die Niederländerinnen nach der Vorrunde den vierten Platz hinter den punktgleichen Britinnen. Im Spiel um Bronze zwischen diesen beiden Mannschaften siegten die Niederländerinnen im Siebenmeterschießen. Toxopeus stand in allen acht Partien im Tor, de Heij stand als Ersatztorhüterin im Kader. Ihr letztes Länderspiel absolvierte Stella de Heij im Mai 1997.